# Mirage block
Het Mirage block is de verzamelnaam voor drie uitbreidingssets die Wizards of the Coast in 1996 en 1997 uitbracht voor het ruilkaartspel Magic: The Gathering en de bijpassende verhaallijn. Deze verhaallijn wordt vaak de "Mirage Arc" genoemd, terwijl met de "Mirage Block" vooral de kaartensets bedoeld worden.
De drie uitbreidingssets die onder het Mirage block vallen zijn het grotere Mirage en de twee kleinere sets Visions en Weatherlight. Toen de kaarten op de markt kwamen en de namen van deze drie sets bekend geraakten, werd het block door veel spelers ook “Mirvlight” genoemd, een samentrekking van de drie setnamen.

## Mirage Arc
De "Mirage Arc" is de verhaallijn die overeenkomt met het Mirage block, en valt op te delen in twee grote lijnen: de "Mirage-oorlog" en het eerste deel van de "Weatherlightsaga".
De Mirage-oorlog is een conflict in het noordwesten van het tropische continent Jamuraa op Dominaria en vindt plaats tussen 4150 en 4295 AR.
De planeswalker Teferi leeft op het (naar hem vernoemde) Eiland van Teferi, aan het continent Jamuraa, waar hij magische experimenten doet met tijdstroom. Na een mislukt experiment verdwijnt het Eiland van Teferi in een andere tijdsbestaan, waarbij veel mana vrijkomt. De magiërs Mangara van Corondor, Jolrael en Kaervek merken deze mana-energie op, en besluiten naar Jamuraa te trekken, aangetrokken door de vrijgekomen mana-energie.
Mangara, ingetrokken op Jamuraa, zet zich in voor de vrede tussen de rivaliserende naties van Femeraf, Zhalfir en Suq'Ata, en bekomt zo een harmonieuze samenleving tussen de drie volken. Als Kaervek te weten komt wat Mangara verricht heeft, raak hij jaloers en overtuigt Jolrael ervan dat Mangara uit is op macht. Kaervek krijgt Jolrael onder zijn invloed, en samen bouwen ze een groots leger op, bestaande uit Kaerveks geestenleger, en Jolraels aanhang van draken, beesten en Viashinostrijders. Kaervek begint de stammen van Jamuraa op te zetten tegen elkaar, en ruzies te kweken tussen de families van Zhalfir, waardoor het continent op de rand van een burgeroorlog komt te staan.
Kaervek zet een val op voor Mangara, en nodigt hem uit naar de Mvonvulvidelta om een samenwerking te bespreken. Eens Mangara aankomt, wordt hij aangevallen door Kaervek en Jolrael, die hij omsluiten in de Ambergevangenis.
Na de gevangenname van Mangara, zien Kaervek en Jolrael de kans schoon om de bevolking van Jamuraa aan te vallen. Er wordt vanuit de naties een bijeenkomst opgezet tussen afgevaardigden van Femeraf, Zhalfir en Suq'Ata, om de nakende oorlog te bespreken. Kaervek verschijnt op die bijeenkomst, en vraagt de overgave van de naties. De drie naties weigeren, en besluiten om zij aan zij een oorlog te voeren tegen het leger van Kaervek en Jolrael.
Na een jaar van oorlogvoering begint Jolrael zich vragen te stellen bij de acties van Kaervek, wat leidt tot een mislukte poging Mangara te bevrijden uit de Ambergevangenis, en de raadpleging van Teferi. Teferi kan echter geen hulp bieden, daar hij zich verplicht voelt zijn energie te steken in het rechtzetten van enkele tijdonregelmatigheden, die kunnen leiden tot de verdwijning van Dominaria.
Teferi besluit om Jolrael en de naties van Jamuraa te helpen door het zenden van gezanten. Deze gezanten zetten een val op in de stad Tefemburu, in de natie Zhalfir. Overlevenden van verschillende aanvallen verzamelen in deze stad, wetende dat de troepen van Kaervek hen zullen komen opzoeken. Net voor de vijandige troepen aankomen, verlaten de strijders de stad Tefemburu. Bij de aankomst van de troepen gaat de magische val af, waardoor de ganse stad, maar ook het leger van Kaervek vernietigd worden.